# Rzeczpospolita (газета)
Rzeczpospolita (рус. «Речь Посполита»; с пол. — «Республика») — одна из крупнейших польских ежедневных газет со средним тиражом ок. 160 тысяч экземпляров, хотя несколько лет назад он достигал даже 260 тысяч. Название может быть переведено как «Общее дело» или «Республика».
Выходит каждый день, кроме воскресенья. Печаталась в формате broadsheet, но 15 октября 2007 сменила формат издания на compact. Он придерживается более элитарного и серьёзного образа, чем, например, его соперница — либеральная Gazeta Wyborcza, которая имеет компактные размеры, а также включают в себя элементы «жёлтой прессы». Политически Rzeczpospolita является умеренно консервативной, но не в пользу какой-либо партии в рамках нынешнего политического ландшафта в Польше.
Характерной особенностью является разделение газеты на три тематические секции с различными цветами для каждого из основных разделов: новости — белый, бизнес — зелёный, юридический раздел — жёлтый. Наряду с этими ежедневными разделами существует несколько дополнений, появляющихся один или два раза в неделю, посвящённые таким темам как автомобили и недвижимость, карьера, телевидение, путешествия. Субботний выпуск газеты дополнен разделом под названием PlusMinus, где печатаются эссе о политике, истории и культуре, для написания которых нередко приглашают известных авторов.
В дополнение к ежедневной всеобъемлющей правовой и финансовой отчётности, Rzeczpospolita часто публикует рейтинги компаний, учреждений и органов государственной власти, и утверждает, что является самой влиятельной газетой среди польских экономических и политических элит.

## Главные редакторы
- 1989—1996 — Дариуш Фикус[пол.]
- 1996—2000 — Пётр Александрович
- 2000—2004 — Мацей Лукашевич
- 2004—2006 — Гжегож Гауден
- 2006—2011 — Павел Лисицкий
- 2011—2012 — Томаш Врублевский
- 2012 — Анджей Талага (и. о.)
- 2013 — Богуслав Хработа